# Liolaemus molinai
Liolaemus molinai är en ödleart som beskrevs av  Valladares 2002. Liolaemus molinai ingår i släktet Liolaemus och familjen Tropiduridae. Inga underarter finns listade i Catalogue of Life.